# Pablo Omar Gil
Pablo Omar Gil (Bahía Blanca, Buenos Aires, 28 de marzo de 1978) es un ex-baloncestista argentino que jugaba en la posición de escolta. Hizo una larga carrera como profesional en su país jugando en clubes de la primera y la segunda división local, además de haber actuado brevemente en Italia y en Venezuela. Es hermano menor del también ex-baloncestista José Luis Gil.

## Trayectoria
Formado en la cantera del Estudiantes de Bahía Blanca, debutó como profesional en la Liga Nacional de Básquet en 1994. Cuatro años más tarde fue fichado por Quilmes de Mar del Plata, sumándose así al plantel que se consagraría campeón de la temporada 1998-99 del TNA. Jugó con los marplatenses hasta mediados de 2002, recibiendo el premio al Mejor Sexto Hombre de la Liga Nacional de Básquet en su última temporada con el club.
Pasó luego a Libertad de Sunchales. Permaneció allí hasta diciembre de 2003, abandonando el país para vivir la experiencia de la Legadue en las filas del Pavia.
Regresó a la Argentina en julio de 2004 como nueva incorporación de Quilmes de Mar del Plata. Jugó dos temporadas en un buen nivel, pero en 2006, en lugar de renovar su contrato, decidió retornar a Estudiantes de Bahía Blanca como remplazante de su hermano José Luis Gil. 
En 2008, luego de desvincularse de los bahienses, acordó jugar para Gaiteros del Zulia de la Liga Nacional de Baloncesto de Venezuela. Sin embargo tras unos pocos meses regresó a Quilmes de Mar del Plata. En noviembre de ese año fue agredido físicamente por un aficionado en el clásico entre Quilmes y Peñarol, por lo que se perdió varios partidos de la temporada.
Unión de Sunchales fichó a Gil en junio de 2009, pero en diciembre de ese año el escolta se incorporó a Quimsa como sustituto del lesionado Federico Marín.
La temporada 2010-11 sería su última incursión en la LNB, defendiendo los colores del Weber Bahía Estudiantes. 
Sus últimas tres temporadas como profesional las disputó en el Torneo Nacional de Ascenso, actuando en las filas de Monte Hermoso Basket y de Alianza Viedma. 
Entre 2014 y 2023 se desempeñó como entrenador de diversas categorías del IAE Club de Mar del Plata, incluyendo el equipo de mayores.

### Clubes
| Club                        | País      | Año         |
| --------------------------- | --------- | ----------- |
| Estudiantes de Bahía Blanca | Argentina | 1994 - 1998 |
| Quilmes de Mar del Plata    | Argentina | 1998 - 2002 |
| Libertad de Sunchales       | Argentina | 2002 - 2003 |
| Pavia                       | Italia    | 2003 - 2004 |
| Quilmes de Mar del Plata    | Argentina | 2004 - 2006 |
| Estudiantes de Bahía Blanca | Argentina | 2006 - 2008 |
| Gaiteros del Zulia          | Venezuela | 2008        |
| Quilmes de Mar del Plata    | Argentina | 2008 - 2009 |
| Unión de Sunchales          | Argentina | 2009        |
| Quimsa                      | Argentina | 2009 - 2010 |
| Estudiantes de Bahía Blanca | Argentina | 2010 - 2011 |
| Monte Hermoso Basket        | Argentina | 2011 - 2013 |
| Alianza Viedma              | Argentina | 2013 - 2014 |

## Selección nacional
Gil integró el combinado nacional que jugó en el Campeonato Sudamericano de Baloncesto de 1994, celebrado en Paraguay, el cual tuvo la particularidad de estar abierto únicamente a jugadores cuya altura no excediera los 1.95 metros. Después de esa experiencia participó de las convocatorias y giras de los seleccionados juveniles de baloncesto de Argentina. 